# Narmadapuram
Narmadapuram (en hindi:नर्मदापुरम्) es una localidad de la India, centro administrativo del distrito de Narmadapuram en el estado de Madhya Pradesh.

## Geografía
Se encuentra a una altitud de 303 m s. n. m. a  km de la capital estatal, Bhopal, en la zona horaria UTC +5:30.

## Demografía
Según estimación 2010 contaba con una población de 125 612 habitantes.